# Argentinsko more
Argentinsko more (špan. Mar Argentino) je more unutar epikontinentalnog pojasa argentinskog kopna.

## Geografija
Argentinsko more se nalazi u južnom delu Atlantskog okeana, uz jugoistočnu obalu Argentine. Prostire se od severa i to približno od geografske širine grada Montevidea, Urugvaj, na jugu do Tierra del Fuegoa koji se nalazi oko 800 km severno od Antarktika. Površinu je od oko 1.000.000 km², Te je jedno od najvećih svetskih mora. Prosečna dubina mora je oko 1.205 metara a najveća dubina je 7296 metara. Salinitet mora je oko 35%.
Argentinsko more se progresivno širi prema jugu, u suprotnosti se sužava kontinentalna masa. Morska platforma ima niz platoa koji se spuštaju prema istoku kao velike terase ili stepenice. Zbog svojih stepenica u obliku platoa, argentinsko more je morfološki slično andskoj Patagoniji. Folklandska ostrva se nalaze unutar epikontinentalnog pojasa argentinskog mora.

## Biodiverzitet
Argentinsko more je jedno od mora sa najvišom temperaturom na svetu. U moru se meša hladna Folklandska struja sa juga, koja dolazi od Antarktika, i topla morska struja koja dolazi sa severa, od Brazila.
Argentinsko more ima 12 područja utvrđena kao mesta velike biološke raznolikosti. Postoje dva međunarodna zaštićena područja, jedno nacionalno i osamnaest pokrajinski.
U Argentinskom more ima planktona, algi, rakovi, sardine... Oni služe kao hrana naprednoj fauni, kao što su pingvini, vranci, morski psi, kitovi, morski lavovi i morski slonovi.